# Phorcidella basalis
Phorcidella basalis är en tvåvingeart som först beskrevs av Baranov 1932.  Phorcidella basalis ingår i släktet Phorcidella och familjen parasitflugor.
Artens utbredningsområde är Taiwan. Inga underarter finns listade i Catalogue of Life.